# لويس ديوغو
لويس ديوغو كويليو روتشا كامبوس (بالبرتغالية: Luis Diogo Coelho Rocha Campos‏) المعروف باسم لويس ديوغو (ولد في 4 أبريل 1978 في بورتو، البرتغال) لاعب كرة قدم برتغالي وحاليا مدرب كرة قدم.

## المسيرة الرياضية كلاعب
بدأ مسيرته الرياضية في نادي رامالدينزي الهاوي في 1997. في عام 2000 انتقل للعب كرة القدم الصالات في النمسا. في عام 2002 عاد إلى ناديه الأم رامالدينزي. في عام 2003 عاد مجددا للعب كرة القدم الصالات واعتزل بعدها بعدة أشهر.

## المسيرة الرياضية كمدرب
عمل في الطاقم التدريبي في الأندية التالية:
- بينافييل (2004-2006):[2] عمل تحت قيادة لويس كاسترو. كان بينافييل صاعد حديثا من الدرجة الثانية واستطاع أن يساهم في تثبيته في الدرجة الممتازة باحتلاله المركز الحادي عشر بينما في كأس البرتغال خرج من الدور الثمن النهائي على يد رديف إستريلا دا أمادورا. في الموسم التالي احتل بينافييل المركز الأخير وبالتالي هبط إلى الدرجة الثانية وفي بطولة كأس البرتغال خرج من الدور 64 على يد ليكسا من الدرجة الثالثة.
- جل فيسنتي (2008-2009): عمل تحت قيادة مانويل غوميز ثم مانويل ريبيرو (مؤقت) ثم جواو أوزيبيو. كان جل فيسنتي يلعب في الدرجة الثانية وساهم في احتلاله المركز التاسع وكأس البرتغال خرج من الدور 32 على يد أتليتكو دي فالديفيز من الدرجة الثالثة.
- الشباب (2009-2010): عمل تحت قيادة جايمي باتشيكو. ساهم ديوغو في احتلال الشباب المركز الرابع في دوري المحترفين السعودي 2009–10 بينما في كأس خادم الحرمين الشريفين للأبطال 2010 ساهم في احتلال الشباب المركز الرابع بعد خسارته من الثالث النصر.
- بكين (2011-2012): عمل تحت قيادة جايمي باتشيكو مجددا. في الموسم الأول ساهم ديوغو في احتلال بكين المركز الثاني في الدوري الصيني الممتاز 2011 بفارق 15 نقطة عن البطل غوانغجو إفرغراند تاوباو وبالتالي التأهل للمشاركة في دوري أبطال آسيا. بينما في كأس الاتحاد الصيني 2011 خرج بكين من الدور النصف النهائي على يد شاندونغ لونينغ. في الموسم الثاني تراجع مستوى بكين قليلا ليحتل المركز الثالث في الدوري الصيني الممتاز 2012 ولكنه ضمن التأهل مجددا إلى دوري أبطال آسيا. بينما في كأس الاتحاد الصيني 2012 خرج بكين من الدور الربع النهائي على يد غويزهو رينهي. وفي دور المجموعات في دوري أبطال آسيا 2012 خرج بكين من الدور الأول بعد احتلاله المركز الرابع والأخير برصيد 3 نقاط من 6 مباريات.

في يوليو 2013 قرر ديوغو خوض غمار أولى تجاربه التدريبية عندما تولى تدريب تروفينسي في الدرجة الثانية ولكن بسبب سوء النتائج تمت إقالته بعد مرور ثلاثة أشهر فقط.
في أغسطس 2015 عاد ديوغو للصفوف الخلفية عندما قبل أن يكون مساعد مدرب منتخب مقدونيا الصربي ليوبينكو درولوفيتش. في تصفيات بطولة أمم أوروبا 2016 المجموعة ج جمع مقدونيا نقطة واحدة من أربع مباريات وذلك بعد التعادل مع بيلاروسيا والخسارة من لوكسمبورغ وإسبانيا وأوكرانيا. وامت إقالة الطاقم التدريبي بالكامل في أكتوبر 2015.
في 16 أكتوبر 2015 تم تعيين ديوغو مساعدا لمدرب بارتيزان ليوبينكو درولوفيتش مجددا. تمت إقالة الطاقم التدريبي بالكامل في 22 ديسمبر 2015. خلال هذه الفترة لعب بارتيزان 9 مباريات في الدوري الصربي لكرة القدم 2015–16 حيث جمع 15 نقطة من 4 انتصارات و3 تعادلات وخسارتين اثنتين. أما في كأس صربيا 2015–16 فقد وصل بارتيزان للدور الربع النهائي بعدما تغلب في الدور الثمن النهائي على فودوفاتش. بينما في الدوري الأوروبي 2015–16 خسر من أتلتيك بيلباو الإسباتي مرتين وآوغسبورغ الألماني وفاز على إي زد ألكمار الهولندي ليحتل في نهاية المطاف المركز الثالث ويخرج من الدور الأول علما بأن بارتيزان عندما استلمه درولوفيتش وديوغو كان يتصدر المجموعة بعد مرور جولتين.
في بداية موسم 2017-2018 عندما أكثر إلى الصفوف الخلفية عندما قبل العمل ضمن الطاقم التدريبي في بيلينينسش أولا تحت قيادة دومينيغوس ثم سيلاس دا سيلفا. ساهم ديوغو في احتلال بيلينينسش المركز الثاني عشر في الدوري الممتاز وهو ما يعد تحسنا بعدما كان بيلينينسش احتل المركز الرابع عشر في الموسم السابق. أما في كأس البرتغال فقد خرج بيلينينسش من الدور 64 على يد نادي سانتا كلارا من الدرجة الثانية.
في 30 أبريل 2019 قرر ديوغو الارتقاء في مستوى المسئولية ضمن الطاقم التدريبي عندما وافق على أن يكون مساعد النمساوي رولف لانديرل مدرب لوبيك الألماني في الدرجة الرابعة - مجموعة الشمال حتى نهاية الموسم. استطاع ديوغو أن يساهم بشكل كبير في تطوير الفريق عندما احتل لوبيك المركز الثاني برصيد 74 نقطة بفارق ثلاث نقاط عن البطل رديف فولفسبورغ. تم تجديد عقد ديوغو لموسم آخر بحيث ينتهي في يونيو 2020. بسبب انتشار جائحة كورونا ألغيت البطولة واتحذ قرار جماعي بتتويج الفرق المتصدرة بحسب متوسط النقاط وبالتالي ساهم ديوغو في تتويج لوبيك ببطولة مجموعة الشمال في الدرجة الأولى بعدما جمع ما معدله 2.44 نقطة في 25 نقطة وبالتالي صعود لوبيك إلى الدرجة الثالثة.
في 1 يونيو 2021 قرر النجمة الذي ينافس في الدوري البحريني الممتاز تعيين ديوغو مدربا للفريق الأول لمدة موسم واحد.

## إحصائيات تدريبية
آخر تحديث 5 نوفمبر 2021.
| الفريق  | من           | إلى            | السجل | السجل | السجل | السجل | السجل   | المصدر |
| الفريق  | من           | إلى            | لعب   | فاز   | تعادل | خسر   | % الفوز | المصدر |
| ------- | ------------ | -------------- | ----- | ----- | ----- | ----- | ------- | ------ |
| النجمة  | 3 يونيو 2021 | 18 أكتوبر 2021 | 4     | 1     | 2     | 1     | 025٫00  | [ 5 ]  |
| المجموع | المجموع      | المجموع        | 4     | 1     | 2     | 1     | 025٫00  |        |